# Benjamín Domínguez
Benjamnín Domínguez (ur. 19 września 2003 w La Placie) – argentyński piłkarz, występujący na pozycji napastnika we włoskim klubie Bologna FC 1909 oraz w reprezentacji Argentyny.